# It's Called a Heart
It's Called a Heart är en låt av den brittiska gruppen Depeche Mode. Det är gruppens fjortonde singel och återfinns på samlingsalbumet The Singles 81→85. Singeln släpptes den 16 september 1985 och nådde som bäst 18:e plats på den brittiska singellistan.
Musikvideon regisserades av Peter Care.

## Utgåvor och låtförteckning
Alla låtar är komponerade av Martin Gore.

### 7": Mute / 7Bong9 (UK)
1. "It's Called a Heart" – 3:48
2. "Fly on the Windscreen" – 5:03

### 12": Mute / 12Bong9 (UK)
1. "It's Called a Heart (Extended)" – 7:19
2. "Fly on the Windscreen (Extended)" – 7:47

### 12": Mute / D12Bong9 (UK)
1. "It's Called a Heart (Extended)" – 7:19
2. "Fly on the Windscreen (Extended)" – 7:47
3. "It's Called a Heart (Slow Mix)" – 4:49 (remixed by Gareth Jones)
4. "Fly on the Windscreen (Death Mix)" – 5:06 (remixed by Gareth Jones)

### 12": Sire / 0-20402 (US)
1. "It's Called a Heart (Emotion Remix)" – 6:48 (remixed by Joseph Watt)
2. "It's Called a Heart (Emotion Dub)" – 5:33 (remixed by Joseph Watt)
3. "Flexible (Deportation Mix)" – 4:38 (remixed by Bert Bevins)
4. "It's Called a Heart" – 3:48

### CD: Mute / CDBong9 (UK)
1. "It's Called a Heart" – 3:48
2. "Fly on the Windscreen" – 5:03
3. "It's Called a Heart (Extended)" – 7:19
4. "Fly on the Windscreen (Extended)" – 7:47
5. "Fly on the Windscreen (Death Mix)" – 5:06

### CD: Intercord/Virgin / INT 826.832/30303 (Germany/France)
1. "It's Called a Heart (Extended)" – 7:19
2. "Fly on the Windscreen (Extended)" – 7:47
3. "It's Called a Heart (Slow Mix)" – 4:49 (remixed by Gareth Jones)
4. "Fly on the Windscreen (Death Mix)" – 5:06 (remixed by Gareth Jones)